# 毛鳳綸
毛鳳綸，中國清朝官員，本籍盛京奉天府，漢軍鑲白旗人。
毛鳳綸爲監生出身，曾任建陽縣知縣。康熙三十九年（1700年）任台灣府諸羅縣知縣。